# Bosnië en Herzegovina op het Eurovisiesongfestival 2012
Bosnië en Herzegovina nam deel aan het Eurovisiesongfestival 2012 in Bakoe, Azerbeidzjan. Het was de 18de deelname van het land op het Eurovisiesongfestival. BHRT was verantwoordelijk voor de Bosnische bijdrage voor de editie van 2012.

## Selectieprocedure
De Bosnische omroep BHRT maakte op 15 december 2011 zijn kandidaat voor het Eurovisiesongfestival 2012 bekend. De omroep koos de zangeres Maya Sar. Zij zal  met een zelf geschreven nummer naar Bakoe afreizen. Dat nummer zal in maart 2012 worden gepresenteerd in een speciale tv-show. Op 15 februari 2012 raakte de titel al bekend: Korake ti znam.
Maya Sar was in 2004 en 2011 al als backing op het Eurovisiepodium te zien.

## In Bakoe
In Bakoe trad Bosnië en Herzegovina aan in de tweede halve finale, op donderdag 24 mei. Het eindigde op de achttiende plaats.